# Сети Балас (Каљари)
Сети Балас је насеље у Италији у округу Каљари, региону Сардинија.
Према процени из 2011. у насељу је живело 20 становника. Насеље се налази на надморској висини од 32 м.